# San Zenone degli Ezzelini
San Zenone degli Ezzelini ist eine nordostitalienische Gemeinde (comune) mit 7286 Einwohnern (Stand 31. Dezember 2023) in der Provinz Treviso in Venetien. Die Gemeinde liegt etwa 33 Kilometer nordwestlich von Treviso und etwa 8 Kilometer östlich von Bassano del Grappa. San Zenone degli Ezzelini grenzt unmittelbar an die Provinz Vicenza.

## Gemeindepartnerschaften
San Zenone degli Ezzelini unterhält seit 2000 eine inneritalienische Partnerschaft mit der Gemeinde Majano in der Region Friaul-Julisch Venetien sowie eine weitere Partnerschaft mit der bayerischen Gemeinde Marzling (Deutschland).